# 노화중앙초등학교
노화중앙초등학교는 대한민국 전라남도 완도군에 있는 공립 초등학교이다.

## 학교 연혁
- 1969년 9월 3일 노화국민학교 이목분교장 개교
- 1972년 3월 8일 노화중앙국민학교 승격 분리
- 1978년 3월 1일 완도군지정 음악과 연구학교(~1980년 2월 28일)
- 1981년 3월 9일 문교부지정 지역자료실 시범학교(~1982년 2월 28일)
- 1981년 3월 9일 병설유치원 개원
- 1983년 3월 1일 완도군지정 미술과 연구학교(~1985년 2월 28일)
- 1985년 3월 1일 완도군지정 특활운영시범학교(~1987년 2월 28일)
- 1988년 3월 1일 완도군지정 교수·학습방법 개선 시범학교(~1989년 2월 28일)
- 1990년 3월 1일 완도군지정 독서교육시범학교(~1991년 2월 28일)
- 1996년 3월 1일 노화중앙초등학교 개편
- 1997년 3월 1일 완도군지정 방과후교육 시범학교(~1999년 2월 28일)
- 2001년 3월 1일 전라남도지정 수행평가 연구학교(~2003년 2월 28일)
- 2009년 3월 1일 교원능력개발평가 선도연구학교 지정(~2010년 2월 28일)
- 2011년 3월 2일 완도군지정 방과후학교 연구학교
- 2016년 3월 1일 전라남도교육청지정 디지털교과서 연구학교
- 2018년 9월 1일 전라남도교육청지정 디지털교과서 연구학교 재지정
- 2021년 3월 1일 혁신학교 운영
- 2023년 1월 6일 제51회 졸업식 17명 졸업(누계: 1,878명)
- 2023년 9월 1일 제25대 김미애 교장 부임

## 참고 자료
- 노화중앙초등학교 - 한국교육학술정보원 학교알리미